# Дајана Пауновић
Дајана Пауновић (Београд, 23. октобар 1988) српска је певачица, водитељка и активисткиња.

## Биографија
Рођена је 23. октобра 1988. године у Београду, у тадашњој Социјалистичкој Републици Србији. Ћерка је Дејана и Евице, а има и брата Стефана. Љубав према музици је наследила од оца, који је био члан музичке групе, те га је често пратила на његовим наступима. У родном граду је завршила основну, а потом упоредо средњу школу за негу лепоте и Музичку школу „Даворин Јенко”. Током студија на Факултету за менаџмент Алфа БК универзитета, била је једно од заштитних лица ове установе.
Године 2007. објавила је дебитантски албум Заузето, док је потом постала део куће Grand Production. Први пут на телевизији се појавила као водитељка специјала Звезде Гранда — Идемо даље о кандидатима певачког такмичења Звезде Гранда, након чега је 2008. године објавила песму Све бих дала. Песма је постала велики хит, док наредне године објављује Боли ме неверо са Илдом Шаулић. У својој певачкој каријери, издала је и песме као што су: Изгубљен случај, Хало луче, Депресија, Лечим се од љубави и Нова љубав, старе навике.
Водитељску каријеру је започела 2013. године на телевизији Happy где је водила јутарњи програм Добро јутро Србијо, док 2017. прелази на Пинк где је водила Ново јутро и Викенд свитање до 2021. године. Водитељка је и модераторка скупова Српске напредне странке, те домаћих и међународних конференција на тему родне равноправности. Директорка је Фондације за родну равноправност Дајана Пауновић, као и један од оснивача Иницијативе 21.

## Добротворни рад
Залаже се за родну равноправност у свим сферама живота, те је и директорка фондације која се бави овим питањем. Поред тога, у склопу фондације често обилази сиромашне делове Србије, нарочито Косово и Метохију, где финансијски помаже угроженим српским породицама.

## Приватни живот
Између 2010. и 2017. била је у браку са Жиком Јакшићем, с којим има сина Душана.

## Дискографија
Студијски албуми
- Заузето (2007)